# 4016-os busz
A 4016-os jelzésű autóbuszvonal Mezőkövesd környékének egyik regionális járata, melyet a Volánbusz Zrt. lát el Mezőkövesd és Szomolya között.

## Közlekedése
A járat a járásközpont Mezőkövesdet köti össze a várostól északra található Szomolyával. A településről az út megy tovább Noszvaj felé, de az már Heves vármegyében van, így a buszok oda nem járnak át (a 3418-as busszal ellentétben). Mezőkövesd vasútállomáson az összes indítás vasúti csatlakozást kap vagy ad, ugyanis a város autóbusz-állomása a vasútállomás mellé költözött. Napi fordulószáma átlagosnak mondható, viszont minden indítás végigjárja a teljes útvonalat. Főként Ikarus E127 járművekkel utazhatunk rajta.

## Megállóhelyei
| 0  | Mezőkövesd, autóbusz-állomás végállomás | 14 | 2, 2A, 2B, 5C, 5D, 5E, 5Y, 6A, 6B, 6C, 7A, 7B, 8, 8A, 8B 4001, 4010, 4017, 4023 személyvonat, sebesvonat, gyorsvonat, expresszvonat                                                                        |
| 1  | Mezőkövesd, Széchenyi utca              | 13 | 2, 2A, 2B, 5C, 5D, 5E, 5Y, 6A, 6B, 7A, 7B, 8, 8A 1344, 1377, 1468, 4001, 4010, 4017, 4023 |
| 2  | Mezőkövesd, SZTK rendelőintézet         | 12 | 2, 2A, 2B, 5C, 5D, 5E, 5Y, 6A, 6B, 7A, 7B, 8 4001, 4010, 4017, 4023 |
| 3  | Mezőkövesd, autóbusz-állomás            | 11 | 1057, 1341, 1344, 1375, 1376, 1377, 1379, 1380, 1382, 1426, 1427, 1447, 1468, 3146, 3418, 3419, 3421, 3749, 4001, 4005, 4006, 4007, 4008, 4010, 4013, 4014, 4015, 4017, 4018, 4023, 4026, 4027, 4030, 4157 |
| 4  | Mezőkövesd, Jegenyesor utca 27.         | 10 | 8, 8A, 8B, 8C |
| 5  | Mezőkövesd, Jegenyesor utca 106.        | 9  | 8, 8A, 8C 1382, 3418 |
| 6  | Mezőkövesd, Matyóföld tanya             | 8  | 1382, 3418 |
| 7  | Mezőkövesd, 4-es km-szelvény            | 7  | |
| 8  | Mezőkövesd, 6-os km-szelvény            | 6  | |
| 9  | Szomolya, újtelep                       | 5  | 1382, 3415, 3418 |
| 10 | Szomolya, Széchenyi utca                | 4  | 3415, 3418 |
| 11 | Szomolya, községháza                    | 3  | 1382, 3415, 3418 |
| 12 | Szomolya, Kossuth utca 67.              | 2  | 1382, 3415, 3418 |
| 13 | Szomolya, Árpád út                      | 1  | 1382, 3415, 3418 |
| 14 | Szomolya, autóbusz-forduló végállomás   | 0  | |